# Coelioxys quartodecimdentata
Coelioxys quartodecimdentata är en biart som beskrevs av Heinrich Friese 1935. Coelioxys quartodecimdentata ingår i släktet kägelbin, och familjen buksamlarbin. Inga underarter finns listade i Catalogue of Life.